# Нода (село, Япония)
Нода (яп. 野田村 Нода-мура) — село в Японии, находящееся в уезде Кунохе префектуры Иватэ. Площадь села составляет 80,84 км², население — 4251 человек (1 августа 2014), плотность населения — 52,59 чел./км².

## Географическое положение
Село расположено на острове Хонсю в префектуре Иватэ региона Тохоку. С ним граничат город Кудзи, посёлок Иваидзуми и село Фудай.

## Население
Население села составляет 4251 человек (1 августа 2014), а плотность — 52,59 чел./км². Изменение численности населения с 1980 по 2005 годы:
| 1980 | 5304 чел. |  |
| 1985 | 5382 чел. |  |
| 1990 | 5285 чел. |  |
| 1995 | 5204 чел. |  |
| 2000 | 5195 чел. |  |
| 2005 | 5019 чел. |  |

## Символика
Деревом села считается сосна Тунберга, цветком — шиповник морщинистый, птицей — трясогузка.